# Peter Kaiser
Peter Kaiser (Klagenfurt am Wörthersee, 4 dicembre 1958) è un politico austriaco, Landeshauptmann del land della Carinzia dal 28 marzo 2013.

## Biografia
Peter Kaiser, conseguita la maturità scientifica (1977) e prestato il servizio militare (1977-1978), ha studiato sociologia e pedagogia, laureandosi nel 1988 in filosofia. Nel 1993 ha concluso un dottorato in filosofia, scrivendo una dissertazione sul tema "Università e regione".

### Carriera lavorativa
Tra il 1978 e il 1987, ancora studente, ha lavorato come impiegato a contratto per il governo della Carinzia, occupandosi di contabilità e amministrazione del credito dell'edilizia pubblica e le costruzioni stradali. Nel 1981 è diventato membro del consiglio di amministrazione della ÖJHV della Carinzia e nel 1987 ne è diventato direttore, oltre che membro del direttivo nazionale. È presidente dell'Unione pallavolistica della Carinzia dal 1992. Ha lavorato per l'EUFED, prima come vicepresidente (1997-2001) e poi come presidente (2001-2008). Per l'IYHF è stato membro del consiglio di amministrazione e reggente del Training Task Group. Tra il 2004 e il 2013 ha fatto parte del comitato di sorveglianza della Kärntner Flughafen Betriebsgesellschaft. Nel 2006 è tornato a lavorare per la ÖJHV, prima come vicepresidente e dal 2010 come presidente.

### Carriera politica
Tra il 1981 e il 1989 è stato presidente della Giovani Socialisti della Carinzia. Tra il 1985 e il 1988 vicepresidente della Giovani Socialisti dell'Austria. Dal 1986 al 1989 ha fatto parte del consiglio comunale di Klagenfurt. Tra il 1989 e il 1991 è stato presidente della Junge Generation Kärnten. Nel 1989 è stato eletto deputato del Landtag della Carinzia (fino al 1994). Ha diretto la Sozialistischen Jungen Generation (SJG) della Carinzia dal 1991 al 1993. È coordinatore del comitato di riforma della SPÖ dal 1994. Nel 1997 e dal 2001 al 2008 è stato nuovamente deputato del Landtag della Carinzia. Nel 2004 è stato eletto vice-Obmann della Club SPÖ Kärnten, divenendone, nel 2005, Obmann. Ha ricoperto tale posizione fino al 2008, quando è diventato membro del governo della Carinzia. Dal 2010 è vicepresidente della SPÖ nazionale, presidente della SPÖ della Carinzia, nonché vice-Landeshauptmann. Dal 28 marzo 2013 è Landeshauptmann della Carinzia e membro del Comitato delle Regioni.

## Vita privata
È stato sposato con Larissa Krainer e attualmente convive con Ulrike Wehr. È padre di un figlio.